# Gangoor, Arkalgud
Gangoor là một làng thuộc tehsil Arkalgud, huyện Hassan, bang Karnataka, Ấn Độ.